# Fortuna (Murcia)
Fortuna  es un municipio español de la comarca Oriental de la Región de Murcia. Cuenta con una población de 11 183 habitantes (INE 2024).
El municipio es especialmente conocido desde la antigüedad por sus aguas mineromedicionales, base del Balneario de Fortuna-Leana, por su gran patrimonio arqueológico y por sus Fiestas de Sodales Íbero-romanos, unas de las fiestas históricas más importantes de la Región de Murcia, que están declaradas de interés turístico Regional y se celebran en pleno mes de agosto, coincidiendo con las fiestas patronales en honor a San Roque.
Además, es conocido por su patrimonio natural, contando en su término con el parque regional de la Sierra de la Pila y con el espacio protegido del Ajauque y Rambla Salada. También, es de vital importancia para la economía del municipio las industrias extractivas y mineras, con canteras de árido y mármol en la parte norte de su término municipal.

## Geografía
| Noroeste: Blanca y Abarán | Norte: Jumilla          | Noreste: Abanilla |
| Oeste: Molina de Segura   |                         | Este: Abanilla    |
| Suroeste Molina de Segura | Sur: Murcia y Santomera | Sureste: Orihuela |

- Latitud:	38.1833333
- Longitud:	-1.1166667
- UFI:	-382790
- UNI:	-570306
- UTM:	XH62
- JOG:	NJ30-06

Dentro de su término municipal cuenta con 11 pedanías: Garapacha, La Gineta, La Matanza, Caprés, Las Casicas, Peña de Zafra de Arriba, Peña de Zafra de Abajo (que se encuentra rodeada de grandes canteras a cielo abierto de las que se saca el mármol), Los Baños, Fuenteblanca, Rambla Salada y Hoya Hermosa.

## Naturaleza y medio ambiente

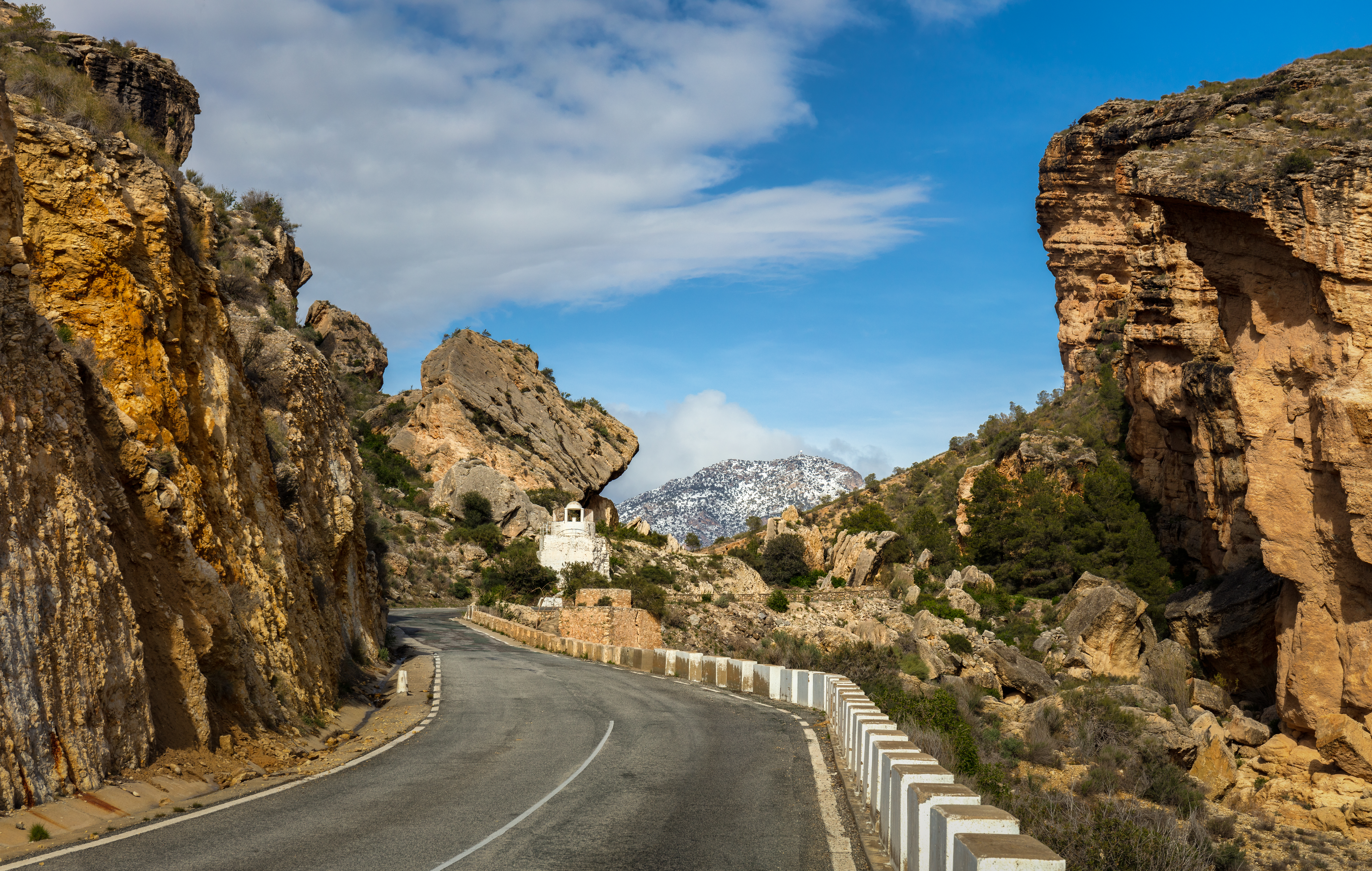
Cortao de las Peñas, con la sierra de la Pila nevada al fondo

En la zona norte del término de Fortuna se encuentra la mayor parte del parque regional de la Sierra de la Pila, declarado ZEPA por la Unión Europea y compartido con los municipios de Abarán, Blanca y Jumilla.
En la zona sur del municipio se encuentra el paisaje protegido del Humedal del Ajauque y Rambla Salada, compartido con los municipios de Molina de Segura, Abanilla y Santomera.
También cuenta con otros relieves montañosos como la sierra del Corque, del Baño, del Hugar, etc.
En la zona sur del municipio se erigen los Cabecicos Negros de Fortuna, un conjunto de pequeños conos volcánicos.

## Demografía
Cuenta con una población de 11 183 habitantes (INE 2024).
| Gráfica de evolución demográfica de Fortuna entre 1842 y 2021                                                         |
| |
| Población de derecho según los censos de población del INE. Población de hecho según los censos de población del INE. |

## Patrimonio
- Iglesia Parroquial de la Purísima Concepción:

En la céntrica plaza de Juan XXIII, dando comienzo a la calle Purísima (calle en la que se encuentra el ayuntamiento) y coincidiendo con el final de la avenida Juan Carlos I se erige la iglesia parroquial de la Purísima Concepción, edificio que se enmarca dentro del barroco murciano. La fecha de construcción del templo se sitúa entre los años 1728 y 1744, sufriendo varias rehabilitaciones. En la restauración de 1998 quedó transformado el último cuerpo de su torre campanario, recuperando los aires barrocos que debía tener en un primer momento. Aunque el interior del templo muestra en su altar mayor un retablo moderno de escayola, se cree que en el siglo XVIII se solicitó a Pablo de Sistori que llevara a cabo un retablo de arquitectura fingida a modo de trampantojo. En esta parroquia se encuentra entre otras la imagen de la patrona de Fortuna, la Purísima Concepción que data de 1690.
- Ermita de San Roque:

Situada al final de la avenida de San Roque y datada a principios del siglo XVII, es la primera iglesia con la que contó Fortuna. En esta ermita se entregó la Carta Puebla a la villa. Albergó durante mucho tiempo una imagen del santo patrón atribuida a Salzillo, y que fue destruida en la Guerra Civil. Junto a este edificio se encuentra la estrecha y típica calle de San Pedro, que sería durante mucho tiempo la calle mayor, esta es la primera calle por la que pasa el traslado de la imagen del patrón hasta la parroquia para el inicio del novenario.
- Ermita de San Antón:

Esta ermita que es la de construcción más reciente en el municipio, acoge la imagen de San Antón durante todo el año y en la Semana Santa cuenta con un papel clave en la procesión, allí se "entierra" la imagen del Cristo Yacente en la noche del Viernes Santo, cuando las cofradías han subido desde la iglesia hasta la ermita en la procesión del santo entierro, la cama como es popularmente llamada en Fortuna la imagen del Cristo Yacente, permanece desde el viernes en la noche hasta la tarde del Sábado de Gloria en exposición para todos los fortuneros/as. También el Domingo de Resurrección se produce en ella el momento clave de la procesión, tras subir las imágenes desde la iglesia hasta la ermita, se produce la salida triunfal del Resucitado, tras ello y como es tradición en el pueblo se produce la Jura de Bandera.
- Casa Palazón o colegio de las Monjas:

Edificio realizado por el rico comerciante indiano Juan Palazón, concluido en 1906 en estilo art nouveau en la fachada y ecléctico en su interior, donde destaca un patio neoárabe que se especula pudo ser obra del arquitecto Víctor Beltrí. Tras la muerte sin descendencia de sus dueños acabó acogiendo el Convento de las Hermanas del Cristo Crucificado.
- Casa Consistorial:

Obra de principios del siglo XX de estilo modernista. Fue restaurada en 1989
- Santuario Romano de la Cueva Negra:

La Cueva Negra es junto con el yacimiento de los Baños romanos, también en Fortuna, uno de los referentes arqueológicos del sureste ibérico. El yacimiento de la Cueva Negra se localiza en la sierra del Baño, a unos 3 km de Fortuna. Se trata de un conjunto de tres abrigos rocosos orientados hacia el sol y con un manantial de agua. Este yacimiento está directamente relacionado con el otro gran yacimiento romano del municipio de Fortuna: los Baños. Ambos forman un único conjunto al que durante la antigüedad romana acudieron numerosos visitantes buscando, por un lado, la capacidad sanadora de sus aguas, y por otro, plasmar su agradecimiento, sus pensamientos e incluso sus estados de ánimo en las paredes de la Cueva Negra, santuario pagano con tituli picti o textos latinos pintados entre los que sobresalen fragmentos de la Eneida de Virgilio. 

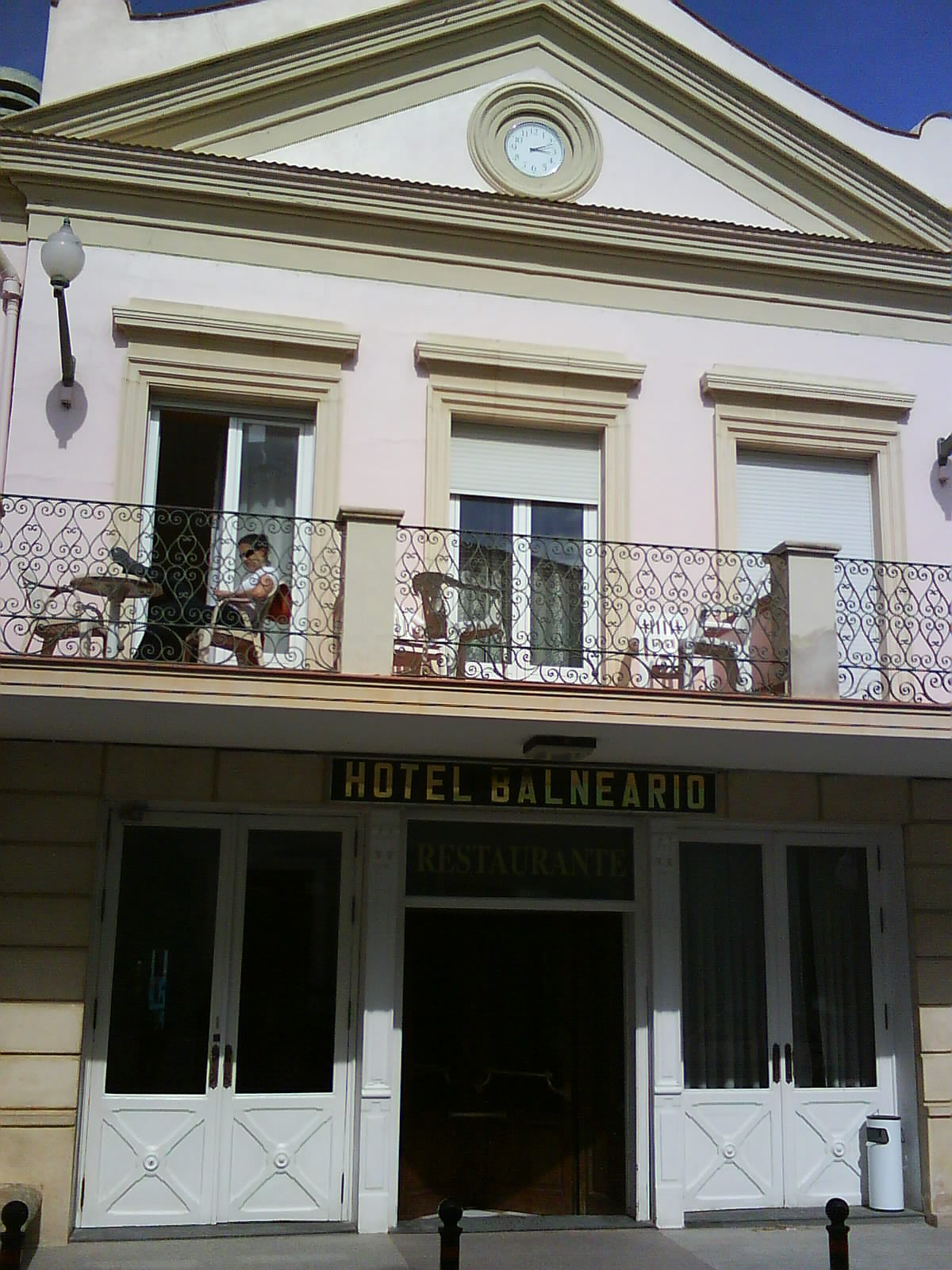
Imagen de los actuales Baños de Fortuna.

- Santuario Romano de los baños de Fortuna:

El Santuario de los baños de Fortuna es uno de los yacimientos romanos más importantes excavados en España. Conocido desde 1999, ha sido objeto de numerosas campañas arqueológicas que han sacado a la luz un espectacular complejo religioso de cabecera tripartita y articulado en torno a una piscina y un canal central.
El yacimiento, excavado sólo una parte, forma parte de un enorme conjunto que se extiende por las casas vecinas y por debajo de los actuales Baños de Fortuna. En prospecciones de superficie realizadas por el entorno del Balneario se ha documentado numerosa cerámica de época romana contemporánea al período de máximo auge del edificio romano (siglos I y II d. C.) y que ha permitido a los investigadores delimitar aproximadamente la superficie ocupada por el yacimiento.
Las sucesivas fases de ocupación del conjunto romano han alterado profundamente los restos arqueológicos. Aunque en época islámica se reutilizó el conjunto, este aún se conservaba en pie, al menos en su mayor parte, siendo en época moderna cuando el paisaje cambia completamente; el edificio romano no era más que una acumulación de ruinas que son reutilizadas para construir el hotel del siglo XVII.
Estas nuevas construcciones, parte de las cuales aún se conservan, utilizaron sillares procedentes del Santuario. Para abaratar costes cogieron los materiales del lugar más próximo al emplazamiento de la nueva edificación; por esta razón, el lado derecho del Santuario se encuentra en peor estado de conservación.
- Otro patrimonio:

También podemos encontrar el Castillico de las Peñas, el Casino, el Castillo de los Moros y el de los Baños, y también una fuente situada actualmente junto a la ermita de San Roque que fue trasladada, "la Fuente de Fortuna". En la inscripción que aparece en esta fuente, se pueden distinguir las palabras Reynando Carlos IV, por lo que la fuente puede ser de finales del siglo XVIII o comienzos del XIX.

## Aguas termales

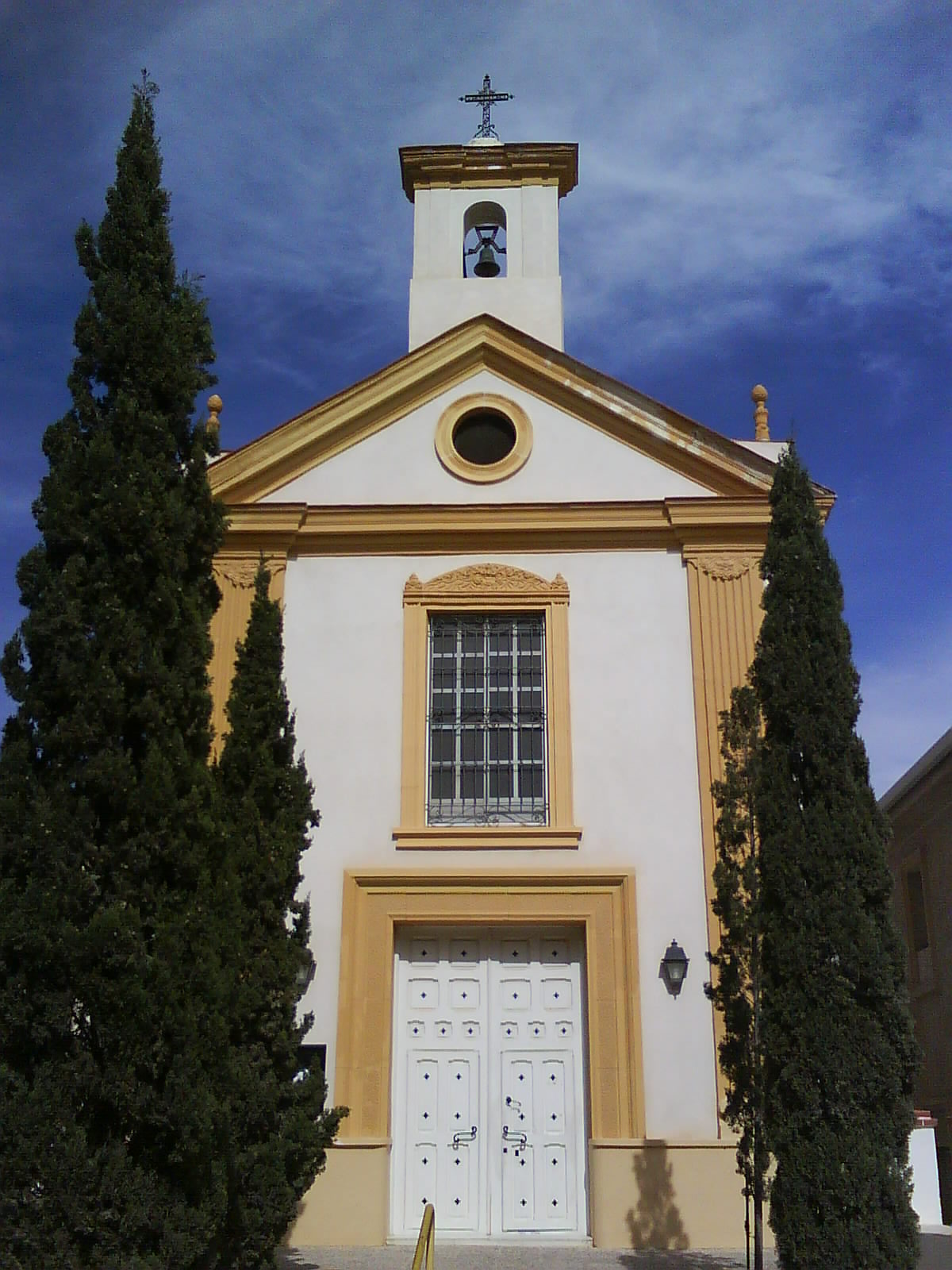
Ermita de los Baños de Fortuna.

El municipio de Fortuna es conocido en todo el panorama nacional por las aguas termales que brotan de sus suelos. En la actualidad, el balneario de Leana está considerado como uno de los más antiguos de España, puesto que su origen se remonta al siglo I después de Cristo, en el que los romanos edificaron un ninfeo balnear muy próximo al actual, debido al carácter curativo y termal de las aguas que de allí brotaban.
Con la desaparición de este ninfeo, fue durante la época árabe cuando se edificó otro nuevo balneario, anexo al primero, que fue utilizado durante más de quinientos años. Un terremoto, provocó que el manantial de agua termal cambiara de sitio y, por ello, el balneario árabe quedó en desuso. Ya fue a finales del siglo XIX cuando Juan Cascales Font y su esposa, se hicieran con el dominio de las aguas termales en el municipio y edificaran el actual balneario. El primer hotel, el "Hotel Balneario" es el más antiguo de la Región de Murcia.
En la actualidad, el balneario de Leana es el único del municipio y el que tiene el aprovechamiento de las aguas termales.
Igualmente, es de destacar los numerosos intentos por crear un Balneario de titularidad municipal, aprovechando el agua mineromedicinal del llamado "Pozo de San Roque". El proyecto sigue en estudio.

## Administración y Política
| Legislatura | Nombre                                                                       | Grupo           |
| ----------- | ---------------------------------------------------------------------------- | --------------- |
| 1979-1983   | José Luis Martínez Sánchez                                                   | PCE             |
| 1983-1987   | José Luis Martínez Sánchez                                                   | PCE             |
| 1987-1991   | Clemente M. Hernández Vinader                                                | PSRM-PSOE       |
| 1991-1995   | José Luis Martínez Sánchez (1991-1993) José Benavente Igual (1993-1995)      | Izquierda Unida |
| 1995-1999   | José Benavente Igual                                                         | Izquierda Unida |
| 1999-2003   | Matías Carrillo Moreno                                                       | PP              |
| 2003-2007   | Matías Carrillo Moreno                                                       | PP              |
| 2007-2011   | Matías Carrillo Moreno                                                       | PP              |
| 2011-2015   | Matías Carrillo Moreno (2011-2012) Catalina Herrero López (2012-2015)        | PP              |
| 2015-2019   | José Enrique Gil Carrillo                                                    | PSRM-PSOE       |
| 2019-2023   | Josefa Isabel Martínez Romero (2019-2021) Catalina Herrero López (2021-2023) | Cs PP           |
| 2023-2027   | Catalina Herrero López                                                       | PP              |

| Partido | Partido                                  | 2023    | 2023       | 2019    | 2019       | 2015    | 2015       | 2011    | 2011       | 2007    | 2007       | 2003    | 2003       |
| Partido | Partido                                  | % Votos | Concejales | % Votos | Concejales | % Votos | Concejales | % Votos | Concejales | % Votos | Concejales | % Votos | Concejales |
| ------- | ---------------------------------------- | ------- | ---------- | ------- | ---------- | ------- | ---------- | ------- | ---------- | ------- | ---------- | ------- | ---------- |
|         | Partido Popular (PP)                     | 58,11 % | 11         | 43,89 % | 8          | 45,19 % | 6          | 49,21 % | 7          | 58,28 % | 8          | 59,21 % | 8          |
|         | Partido Socialista Obrero Español (PSOE) | 23,55 % | 4          | 39,24 % | 7          | 33,91 % | 5          | 29,07 % | 4          | 31,14 % | 4          | 19,28 % | 2          |
|         | Vox                                      | 10,83 % | 2          | -       | -          | -       | -          | -       | -          | -       | -          | -       | -          |
|         | (Izquierda Unida-Verdes (IU-LV)          | 5,15 %  | 0          | 9,10 %  | 1          | 8,37 %  | 1          | 14,61 % | 2          | 3,34 %  | 0          | 13,31 % | 2          |
|         | Ciudadanos (Cs)                          | -       | -          | 7,19 %  | 1          | 11,57 % | 1          | -       | -          | -       | -          | -       | -          |
|         | Independientes                           | -       | -          | -       | -          | -       | -          | 5,84 %  | -          | 6,61 %  | 1          | 8,20 %  | 1          |

Fuente: 

## Transporte

### Por carretera
Dispone de las carreteras RM-411, RM-414, RM-423, RM-A5, RM-A7, RM-A17 y RM-A25.

### Tren
Fortuna cuenta con una estación de ferrocarril, aunque ésta se encuentra fuera de su término municipal.
La estación de Archena-Fortuna se localiza dentro de la pedanía de Campotéjar, perteneciente a Molina de Segura. Aunque el tendido de la línea Chinchilla-Cartagena no transcurre por ninguno de los dos municipios a los que alude la estación, ésta se abrió en el punto más próximo a ambas localidades par dar servicio tanto a las poblaciones como a los nutridos visitantes de sus conocidos balnearios.

### Autobús
Presta servicio la siguiente línea interurbana:
| Línea   | Recorrido                  | Operador |
| ------- | -------------------------- | -------- |
| MUR-068 | Murcia - Fortuna - Barinas | Interbus |

La pedanía de La Gineta dispone de la línea 22B de Movibus.

## Fiestas
- Carnaval. En sus tiempos fue una de las fiestas más importantes de Fortuna. La falta de potenciación y de ilusión por parte de las autoridades locales en esta fiesta ha hecho que su decadencia haya llegado a tal extremo en el que, en la actualidad, ya pasa casi desapercibida su celebración.
- Semana Santa: Existen ocho cofradías, con unas doce imágenes que salen en procesión durante los 6 días de procesiones que existen donde participan más de 800 penitentes. Estas cofradías también llevan un acompañamiento musical, el que intervienen tres bandas del pueblo, La Banda de Música San Roque, Charanga Bocana y la Banda de Cornetas y Tambores Ecce Homo. Fortuna se llena de devoción y pasión en estos días en los que celebra la pasión, muerte y resurrección de Jesús. La cofradía más antigua de la Semana Santa fortunera, es la del Santísimo Cristo del Perdón que fue fundada en el año 1953. Las imágenes actuales son réplica de las existentes antes de la guerra civil, ya que en dicha guerra fueron destruidas gran parte obra de Salzillo. Las procesiones de fortuna son dignas de observar, desde la de la "entrada en Jerusalén" hasta la del Domingo de Resurrección. Pasando por el martes, miércoles, la procesión más solemne de Fortuna, "del silencio" procesión en la que solo sale a las calles de Fortuna, la cofradía del Santísimo Cristo del Perdón, al borde de la media noche (11 horas) se inicia esta procesión, en la que solo ilumina las calles de Fortuna, la única luz de los achotes de los penitentes de esta cofradía y el paso del Cristo del Perdón, Fortuna queda en penumbra, y es iluminada por el Cristo Crucificado. También las del viernes son dignas de ver, por la mañana la procesión del encuentro, que inicia su camino a las 9 horas de la mañana y ha mitad de este recorrido se produce el encuentro entre Nuestro Padre Jesús Nazareno y la Virgen de los Dolores en la tercera y última caída. Al caer la noche a las 9 horas se inicia la procesión del santo entierro.
- Kalendas Aprili. Tienen lugar el fin de semana posterior al Domingo de Resurrección. Su objetivo es recordar viejas tradiciones romanas. Los miembros de los distintos sodales y el pueblo de Fortuna en general, suben en romería hacia la cueva negra, allí pasan el día y bajan a Fortuna a las 7 de la tarde m/m acompañados de la Charanga. Este acto está organizado por la federación de Sodales Ibero-Romanos de Fortuna.
- Fiestas de San Isidro. El fin de semana siguiente al 15 de mayo es uno de los días grandes de Fortuna como municipio, con una celebración tradicional y costumbrista que se remonta a los inicios de la "Cofradía de labradores de San Isidro" que tiene su origen en el siglo XVII. Como recuerdo, se realiza una romería - desfile de carrozas por el pueblo en el que la gran mayoría va a ataviado con el traje regional de "Huertano", aprovechando para repartir platos típicos de la cocina fortunera y bebida de forma gratuita durante todo el recorrido. San Isidro es, sin duda, uno de los días grandes junto con el 15 de agosto en el municipio y las calles reciben a miles de personas de todos los alrededores. Es, junto con las fiestas de San Isidro de Yecla y Mula, una de las más importantes durante ese fin de semana en la Región de Murcia. El domingo, se realiza con el mismo recorrido la procesión del santo por las calles y con el grupo de coros y danzas "La Purísima" y la Peña "L'Albarza".
- Fiestas de Sodales Íbero-romanos. Se celebran en agosto y en ellas se organizan muchísimos actos relacionados con el pasado íbero y romano con el que cuenta Fortuna, entre estos actos destaca el grandioso desfile del día 15 de agosto, la cena romana que se celebra en un entorno privilegiado como es el santuario romano de la Cueva Negra, y además está ambientada en la época romana, y el acto de presentación de las fiestas, con el que los Fortuneros celebran la entrada de los Romanos en el pueblo, y muchos actos más. Estas fiestas están declaradas de interés turístico regional. Y participan con más de 400 personas, en los diferentes sodales existentes, Apolo, Baco, Júpiter, Vénus, Tánatos, Diosa Fortuna y Esculapio. Además de los dos nuevos añadidos, Yainkoa y Vulcano. Su celebración responde al deseo de revivir la historia de un municipio que surgió en torno a las aguas termales y en el que los romanos, hace más de 2000 años, decidieron acudir para sanar sus dolencias.
- Fiestas Patronales de "San Roque". Entre el 12 y el 17 de agosto, el momento clave de estas fiestas es la procesión del santo patrón de Fortuna, San Roque. La procesión del día 16 es el evento en el que todos los Fortuneros y Fortuneras se unen para acompañar a San Roque en su vuelta a su ermita, en una multitudinaria procesión.

## Medios de comunicación
La comunicación local tiene su origen a finales del siglo XIX, con periódicos de carácter local como "El Eco de Fortuna". Ya en el siglo XX, surge el periódico cuatrimestral "Sodales", creado por la Federación de Sodales Íbero - Romanos del municipio para difundir las fiestas históricas más importantes de Fortuna y también la vida cotidiana local, con la desaparición de este periódico, toma el relevo "La Voz de Fortuna", creado por la Asociación Cultural "Cueva Negra", que tiene su primer número en el año 2004 y sigue manteniéndose en la actualidad cada cuatro meses en los quioscos del municipio. Igualmente, a finales de 2009, del equipo del portal fotográfico independiente "Fortunaimagen.es" surge un nuevo medio de comunicación de carácter en línea, que actualmente se llama "Diario de Fortuna". En la actualidad podemos encontrar:
- EL ECO DE FORTUNA (1893-1896 (?) ). Fue el primer periódico del que se tiene constancia en Fortuna. Bajo su cabecera decía que era un "semanario independiente de intereses locales", publicado todos los domingos. Se vendía por 0,50 pesetas al mes dentro del municipio y algo más caro para el resto de España. Su administración y redacción se situaba en la calle Purísima, 19 de Fortuna (Murcia).
- EL DEFENSOR DE FORTUNA (1911). Propiedad de Ginés Miralles Salar, su redacción también estaba en la calle Purísima, 19 de Fortuna. Igual como su antecesor "El Eco de Fortuna", su publicación se realizaba semanalmente.
- TELE VIRSON (1986 - Actualidad). Es la primera y única televisión por cable a nivel local que tiene el municipio, su programación está basada en retransmitir por vídeo todos los acontecimientos que tienen lugar en Fortuna.
- SODALES (abril de 2000 - diciembre de 2003). Tras unos años sin prensa escrita en Fortuna (Casi noventa), la Federación de Sodales Íbero - Romanos retoma el periodismo local y saca a las calles un periódico cuatrimestral que se publica en Semana Santa, Fiestas de Sodales y Navidad. El periódico desaparece en el año 2003 cediéndole el testigo de la prensa escrita a "La Voz de Fortuna".
- LA VOZ DE FORTUNA (marzo de 2004 - actualidad). Es un "periódico cuatrimestral de interés local". Se publica en las mismas fechas que lo hacía "Sodales" y está editado y redactado por la Asociación Cultural "Cueva Negra" de Fortuna.
- DIARIO DE FORTUNA (diciembre de 2009 - Actualidad). En la actualidad, este periódico que sólo se puede ver a través de internet es el más importante del municipio, debido a su difusión, actualización y contenidos. El "Diario de Fortuna" nace en diciembre del año 2009, creado por el equipo del portal fotográfico independiente "Fortunaimagen.es". Hoy, es el referente en la prensa local para los fortuneros y fortuneras, puesto que sus contenidos y las noticias son publicadas casi al minuto. Igualmente, la difusión de las fiestas y las noticias de Fortuna, así como de la Región de Murcia, hacen que tenga varios miles de visitas únicas mensuales.